# دهستان ایجرود بالا
دهستان ایجرودبالا:  این دهستان از توابع بخش مرکزی شهرستان ایجرود در استان زنجان بوده و در شرق شهرستان ایجرود واقع شده است و دارای ۱۶ روستا میباشد.

## جمعیت
براساس سرشماری سال ۱۳۸۵ جمعیت آن ۱۰٬۰۲۵ نفر (۲٬۳۴۲ خانوار) بوده‌است.